# Ludwik Fryde
Ludwik Fryde (ur. 6 kwietnia 1912 w Łodzi, zm. prawdopodobnie 20 marca 1942 w Nowogródku) – polski poeta i krytyk literacki.

## Życie
Był synem Zygmunta Frydego, handlowca i dziennikarza, oraz Teofili z Konów. Początkowo uczył się w domu, od września 1920 w męskim gimnazjum Teofila Sadkowskiego w Warszawie. W Bibliotece Kongresu USA zachował się list gratulacyjny wysłany do prezydenta Stanów Zjednoczonych z okazji 150 lecia Niepodległości z podpisem Ludwika Fryde (wiersz 5. z lewej strony). Jeszcze w trakcie nauki w gimnazjum (w roku 1928) debiutował wierszem pt. Dzień powszedni opublikowanym w „Głosie Literackim”, w którym drukował utwory literackie do 1930 roku. W 1929-31 należał do grupy poetyckiej Kadra. Wiersze ogłaszał też m.in. W „Gazecie Polskiej” i „Kuźnicy”. W kwietniu 1929 roku zdał maturę przyrodniczo-matematyczną, a we wrześniu rozpoczął studia na Uniwersytecie Warszawskim. W roku akademickim 1930-31 został skreślony z listy studentów, gdyż z powodu kłopotów finansowych rodziny nie wniósł opłat. Wrócił na uczelnię i ukończył ją dzięki pomocy profesora Ujejskiego i przychylnej decyzji władz uniwersytetu (zwolnienie z opłat za egzaminy końcowe).
W czasie studiów uczęszczał na zajęcia takich znanych osobistości jak Władysław Witwicki, Czarnowski, Władysław Tatarkiewicz, Bronisław Gubrynowicz, Zygmunt Łempicki, Józef Tretiak. Pod kierunkiem prof. Józefa Ujejskiego napisał pracę magisterską Barwy w „Balladynie” (na tle twórczości Słowackiego). Uczestniczył w studenckim ruchu naukowym. Do 1935 roku był członkiem Koła Polonistów, w którym pełnił funkcję przewodniczącego rady naukowej.
Działalność krytyczną rozpoczął m.in. na łamach „Bluszczu” (1931-35, 1937) i „Drogi” (1931–37), w której opublikował m.in. rozprawę Utopia Irzykowskiego (1934 nr 4), uważaną za jego właściwy debiut krytyczny. W latach późniejszych zajmował się wyłącznie krytyką literacką. W 1935 r. utworzył grupę krytyków działającą do 1937 roku, w skład której weszli m.in. Antoni Andrzejewski, Gustaw Herling-Grudziński, Franciszek Kaczmarski, Jan Aleksander Król, Krystyna Kuliczkowska, Stefan Lichański, Zdzisław Libera, Zdzisław Skwarczyński, Leonard Sobierajski. Był współpracownikami wielu pism, w których oprócz recenzji współczesnej poezji prozy drukował rozprawy z zakresu teorii literatury i metod krytyki literackiej, a także prób syntezy literatury dwudziestolecia międzywojennego. Publikował m.in. w „Pionie”, „Tygodniku Ilustrowanym”, „Ateneum”, „Orce na ugorze”, „Wiedzy i Życiu”. W 1935 roku za rozprawę Problem noweli otrzymał nagrodę im. Miaskowskiego. W 1938 był wraz z Józefem Czechowiczem współzałożycielem oraz autorem programu estetycznego kwartalnika „Pióro”.
Po wybuchu II wojny światowej znalazł schronienie w Wilnie. W okresie państwa litewskiego brał udział w zebraniach Towarzystwa Filozoficznego, wygłosił kilka odczytów (m.in. Stanowisko Mickiewicza w rozwoju poezji polskiej) oraz zamieścił dwa artykuły w „Kurierze Wileńskim”. Po włączeniu Litwy do ZSRR współpracował z „Prawdą Wileńską” (styczeń-marzec 1941). Podczas okupacji niemieckiej przebywał u Adama Borzobohatego w Wesołym Dworze 5 km od miasteczka Zdzięcioł na Białorusi w którym pracował w magistracie. Po odkryciu jego żydowskiego pochodzenia zimą 1942 został aresztowany i osadzony w więzieniu w Nowogródku. W więzieniu przyjął wyznanie rzymskokatolickie. Zginął rozstrzelany wiosną 1942 roku. Jego równolatkowie (Kazimierz Wyka, Jan Kott, Grudziński, Otwinowski, Kuliczkowska, Lichański) pośmiertnie przyznali mu po latach rangę najwybitniejszego krytyka pokolenia.

## Twórczość
Interesował się zależnością pomiędzy historią literatury a krytyką literacką. Za istotną część krytyki literackiej uważał ocenę dzieła. To ona – dokonana z punktu widzenia literackiego - uzasadniała pisanie o literaturze, winna nie tylko wynikać, ale i być wyrażona jako wniosek z całej pracy krytyka. Sam najbardziej był ceniony, gdy wypowiadał się o konkretnym dziele literackim, dokonywał analiz. Jego publicystyka pełna jest żywiołu polemicznego – pasji, spontaniczności. Był bowiem  wysokiej klasy polemistą. Chętnie wdawał się w dyskusje na łamach prasy, do których skłaniał też zaczepny ton jego wypowiedzi (z samym tylko Wyką prowadził dwukrotnie spór – o Brzozowskiego i Kołaczkowskiego). Ulegając poglądom Brzozowskiego i często się na niego powołując z zapamiętaniem tropił relikty młodopolszczyzny. Z rezerwą odnosił się do formalistów – od Kridla zdecydowanie wolał Ingardena.
W swoich zapatrywaniach nie zawsze był konsekwentny. Zdarzało mu się krytycznie oceniać swoje wcześniejsze wystąpienia. Wyraźnie zaznacza się też ewolucja jego poglądów w kwestii klerkizmu, do którego odnosił się początkowo dość negatywnie, uważając że stanowi on pokusę „piękną – a przeto groźną”. Pokusa okazała się jednak widocznie dość silna, bo z czasem uległ jej także Fryde. Rozwiązaniem problemu miał być podział klerkizmu na dwa rodzaje: „fałszywy” (reprezentowany zdaniem Frydego przez Słonimskiego i Łobodowskiego) i prawdziwy (przedstawicielami mieli być np. Irzykowski i Mann). Jeden – jałowy, patetyczny, żałosny, drugi – intelektualny, bohaterski, twórczy. Jedynie ten „fałszywy” i zły należałoby odrzucić jako skazujący na bierność przeżytek liberalizmu. Natomiast ten „prawdziwy” i dobry może być obroną przed totalizmami, nakazuje czujne i czynne uczestnictwo w dziejącej się rzeczywistości. „Klerk w moim rozumieniu – pisał Fryde - wcale nie odosabnia się od rzeczywistości społecznej a jeśli musi to czynić (jak np. Norwid) uważa to za fatalność nie wyróżnienie”.
Bibliografia opublikowanych za jego życia rozpraw, artykułów, recenzji przekracza setkę, a wypada tu dodać sporą liczbę niesygnowanych przeglądów prasy z „Pionu” oraz udział w Kolumnie literackiej „Kuriera Wileńskiego”. Spora część jego pism krytycznych została opublikowana dopiero długo po wojnie, ponieważ wykonawca testamentu J. A. Król nie spieszył się z jego realizacją. W jego dorobku znajdują się oprócz wspomnianej rozprawy Problem noweli przede wszystkim artykuły i recenzje. Spośród bardziej znanych wymienić można m.in. Brzozowski jako wychowawca (1938), Dwie uwagi (Odpowiedź Wyce; 1938), Wacław Borowy czyli o artyzmie w krytyce literackiej (1938), Stefan Kołaczkowski jako krytyk kultury (1936), Niespełniona rola krytyki (replika Frydego Wyce; 1936), Lekcja marzenia (O poznawaniu dzieła literackiego Ingardena) (1937).
Ogłosił analityczne rozprawy o dziełach takich jak:
"Noce i dnie", "Dziewczęta z Nowolipek", "Granica", "Cudzoziemka", "Ferdydurke", "Adam Grywałd", "Ład serca", "Nurt".
Opracował m.in. Antologię współczesnej poezji polskiej.